# شهرستان گلن (کالیفرنیا)
شهرستان گلن (به انگلیسی: Glenn County) در دره مرکزی در قسمت شمالی آمریکا در ایالت کالیفرنیا واقع شده‌است. بر اساس سرشماری سال ۲۰۰۰ جمعیت آن برابر ۲۶٬۴۵۳ نفر می‌باشد. بخشداری آن ویلوز می‌باشد.
شهرستان گلن در سال ۱۸۹۱ از بخشی از شهرستان کولوزا شکل‌گرفت. نام آن از نام دکتر هوگ جی. گلن که بزرگترین کشاورز گندم در آن دوران و همچنین در سیاست و تجارت در کالیفرنیا بسیار برجسته و شاخص بود گرفته شده‌است.